# Рефлекс Шеффера
Рефлекс Шеффера (патологический стопный разгибательный рефлекс) — патологический рефлекс проявляющийся в разгибании I пальца стопы при сдавлении ахиллова сухожилия.

## Патофизиология
Является проявлением поражения системы центрального двигательного нейрона, которая включает двигательные нейроны прецентральной извилины коры головного мозга, а также их аксоны, составляющие кортикоспинальный путь (лат. tractus corticospinalis), идущие к двигательным нейронам передних рогов спинного мозга. Волокна кортикоспинального пути проводят тормозные импульсы, которые препятствуют возникновению онтогенетически более старых сегментарных спинальных рефлексов. При поражении системы центрального двигательного нейрона поступление тормозных импульсов к двигательным нейронам спинного мозга прекращается, что в частности проявляется возникновением патологического рефлекса Шеффера.

## Рефлекторная дуга и значение
Рефлекторная дуга и значение рефлекса Шеффера схожи с таковыми рефлекса Бабинского (см. рефлекс Бабинского).
В раннем детском возрасте физиологичен и не является проявлением патологии центральной нервной системы.